# Tomoki Muramatsu
Tomoki Muramatsu (japanisch 村松 知輝 Muramatsu Tomoki; * 10. Juli 1990 in der Präfektur Saitama) ist ein japanischer Fußballspieler.

## Karriere
Muramatsu erlernte das Fußballspielen in der Schulmannschaft der Teikyo High School und der Universitätsmannschaft der Hamamatsu-Universität. Seinen ersten Vertrag unterschrieb er 2013 bei Kataller Toyama. Der Verein spielte in der zweithöchsten Liga des Landes, der J2 League. Für den Verein absolvierte er sieben Ligaspiele. Im Juli 2014 wurde er an den Honda FC ausgeliehen. 2015 kehrte er zum Drittligisten Kataller Toyama zurück. Für den Verein absolvierte er 15 Ligaspiele. Danach spielte er bei Cambodian Tiger, Boeung Ket Angkor und FK Mashʼal Muborak.